# Сэндифорд, Шанте
Шанте Шериз Сэндифорд (англ. Chanté Sherese Sandiford; 8 января 1990, Бетпейдж, Нью-Йорк) — гайанская и американская футболистка, вратарь. Игрок сборной Гайаны.

## Биография
Начинала играть в футбол в командах «Бетезда Рэпидз» и средней школы Макдоно (англ. McDonogh), становилась победителем и призёром юношеских региональных соревнований штата Мэриленд, неоднократно включалась в символические сборные и призывалась в состав юношеской сборной штата. Позднее выступала за команду Университета Вилланова. В 2007 году перешла в клуб W-лиги «Вашингтон Фридом», в сезоне 2007 года её команда стала победителем лиги, а в 2008 году одержала победу в своём дивизионе и уступила в полуфинале. В 2009 году, когда «Вашингтон Фридом» приобрёл профессиональный статус и перешёл в другую лигу, спортсменка осталась в резервной команде клуба, «Вашингтон Фридом Фьючерс», и стала финалисткой W-лиги. В 2010—2012 годах играла в студенческих соревнованиях за «ЮКЛА Брюинз» и в W-лиге за «Пали Блюз». В 2012 году выступала в W-лиге за «Нью-Джерси Уайлдкэтс».
В начале 2013 года перешла в российский клуб «Зоркий» (Красногорск). В весенней части сезона 2012/13 провела 11 матчей в высшей лиге и стала чемпионкой России. В осеннем сезоне 2013 года сыграла 8 матчей, её клуб стал бронзовым призёром. В составе «Зоркого» принимала участие в матчах женской Лиги чемпионов.
В 2014 году работала тренером по футболу в Университете графства Балтимор, Мэриленд (UMBC).
С 2015 года играла за исландский клуб «Селфосс», в 2015—2016 годах приняла участие во всех 36 матчах своего клуба в чемпионате Исландии. По итогам сезона 2016 года команда вылетела из высшей лиги и в 2017 году стала вторым призёром первого дивизиона. Также в 2015 году спортсменка со своим клубом стала финалисткой Кубка Исландии.
В 2018 году перешла в норвежский клуб «Авалдснес», где однако не стала игроком основы, сыграв 6 матчей в чемпионате Норвегии и одну игру в Лиге чемпионов. В 2019 году вернулась в Исландию, где два сезона провела в клубе первого дивизиона «Хаукар», а с 2021 года играет в высшем дивизионе за «Стьярнан».
Призывалась в состав юношеской (до 17 лет) сборной США. В 2016 году приняла решение выступать за сборную Гайаны, где стала капитаном, принимала участие в матчах отборочного турнира Олимпиады-2016.

## Личная жизнь
Младшая из четырёх детей в семье Уэнделла и Стеллы Сэндифорд.